# La Chaussée-sur-Marne
La Chaussée-sur-Marne ist eine französische Gemeinde im Département Marne in der Region Grand Est. Sie hat eine Fläche von 22,05 km² und 764 Einwohner (2022).
Die Gemeinde liegt an des Mündung des Fion in die Marne, etwa 17 Kilometer südöstlich von Vitry-le-François. Die Nachbargemeinden von La Chaussée-sur-Marne sind: Francheville, Dampierre-sur-Moivre, Saint-Amand-sur-Fion, Aulnay-l’Aître, Ablancourt, Saint-Martin-aux-Champs, Cheppes-la-Prairie und Omey.

## Bevölkerungsentwicklung
| Jahr                       | 1962 | 1968 | 1975 | 1982 | 1990 | 1999 | 2006 | 2012 | 2018 |
| -------------------------- | ---- | ---- | ---- | ---- | ---- | ---- | ---- | ---- | ---- |
| Einwohner                  | 538  | 546  | 525  | 569  | 638  | 651  | 670  | 789  | 784  |
| Quellen: Cassini und INSEE |      |      |      |      |      |      |      |      |      |

## Sehenswürdigkeiten
- Kirche Saint-Pierre (Monument historique) in Coulmiers, erbaut im 12. Jahrhundert
- Kirche Saint-Martin in Mutigny

## Persönlichkeiten
- Isidore Garnier (1816–1892), General
- Paul Jolly (1790–1879), Arzt
- André des Gachons (1871–1951), Maler